# خيسوس إسبيرانزا
خيسوس إسبيرانزا (بالإسبانية: Jesús Esperanza)‏ هو مبارز بالسيف إسباني، ولد في 17 أغسطس 1960 في مدريد في إسبانيا.

## وصلات خارجية
- خيسوس إسبيرانزا على موقع أوليمبيديا (الإنجليزية)